# HMCS Sioux (R64)
HMCS Sioux (R64/225) là một tàu khu trục lớp U của Hải quân Hoàng gia Canada hoạt động trong Chiến tranh Thế giới thứ hai và Chiến tranh Triều Tiên. Nguyên được Hải quân Hoàng gia Anh Quốc đặt hàng trong Chương trình Khẩn cấp Chiến tranh, được đặt lườn và hạ thủy như là chiếc HMS Vixen, trước khi được chuyển giao cho Canada năm 1944 và được đặt tên theo người Sioux ở các tỉnh phía Tây Canada. Sioux đã sống sót qua cuộc chiến tranh, được cải biến cho nhiệm vụ chống tàu ngầm và tham gia cuộc Chiến tranh Triều Tiên, và tiếp tục phục vụ cho đến khi được kéo đến La Spezia, Ý để tháo dỡ vào năm 1965.

## Thiết kế và chế tạo
Vixen được đặt hàng trong Chương trình Khẩn cấp Chiến tranh vào ngày 1 tháng 9 năm 1941. Nó được đặt lườn vào ngày 31 tháng 10 năm 1942 tại xưởng tàu của hãng J. Samuel White ở Cowes và được hạ thủy vào ngày 14 tháng 9 năm 1943. Nó được cộng đồng cư dân của Kirkcaldy, Fife đỡ đầu trong chương trình vận động gây quỹ Tuần lễ Tàu chiến vào tháng 1 năm 1942. Vixen được chuyển giao cho Hải quân Hoàng gia Canada khi nó được cho nhập biên chế và đổi tên thành HMCS Sioux vào ngày 21 tháng 2 năm 1944 đang khi được hoàn thiện tại Cowes; và công việc chế tạo hoàn tất vào ngày 5 tháng 3 năm 1944.

## Lịch sử hoạt động

### Thế Chiến II
Sioux gia nhập Chi hạm đội Khu trục 26 thuộc Hạm đội Nhà tại Scapa Flow; và trong thành phần đơn vị này nó đã hộ tống các tàu sân bay tấn công thiết giáp hạm Đức Quốc xã Tirpitz vào tháng 3 năm 1944, vốn đang thả neo tại Altenfjord, Na Uy, cũng như nhắm vào tàu bè Đức dọc theo bờ biển Na Uy. Vào ngày 28 tháng 5, nó được điều đến Portsmouth trong thành phần lực lượng Canada tham gia vào cuộc Đổ bộ Normandy; và trong quá trình đổ bộ lên bãi Juno, nó đã bắn phá các khẩu đội pháo phòng thủ xuyên hải đối phương trong 40 phút khi đổ bộ ban đầu, rồi bắn hỏa lực hỗ trợ sau đó. Nó tiếp tục ở lại cùng lực lượng tấn công cho đến tháng 7, khi nó quay trở về Scapa Flow.
Sau khi quay trở về Scapa Flow, Sioux hộ tống đoàn tàu vận tải Bắc Cực đi sang Liên Xô và quay trở về. Vào tháng 2 năm 1945, sau khi hộ tống Đoàn tàu JW-64 đi đến Polyarnoe, nó được biệt phái từ đây trong thành phần một lực lượng giải cứu nhằm vận chuyển 500 cư dân trên một hòn đảo Na Uy, vốn bị quân Đức bỏ mặc không còn lương thực hay tàu đánh cá, đến nơi an toàn. Vào ngày 17 tháng 2, nó quay trở về cùng Đoàn tàu RA-64, chống trả các cuộc tấn công của máy bay ném bom Junkers Ju 88 đối phương lẫn các cơn cuồng phong Bắc Cực. Con tàu đi đến Halifax, Nova Scotia ngay sau khi quay trở về, nhằm chuẩn bị để được điều động sang Hạm đội Thái Bình Dương Anh Quốc để chiến đấu chống Đế quốc Nhật Bản. Nó được tái trang bị rộng rãi tại Halifax, và đến tháng 11 năm 1945, sau khi chiến tranh kết thúc, nó được cho ngừng hoạt động tại Esquimalt vào ngày 27 tháng 2 năm 1946.

### Sau chiến tranh
Sioux được huy động trở lại vào năm 1950, và được hiện đại hóa toàn bộ để phục vụ trong cuộc Chiến tranh Triều Tiên. Trong quá trình cải biến, các tháp pháo X và Y được tháo dỡ, thay bằng hai dàn súng cối Squid chống tàu ngầm. Nó cũng là chiếc tàu chiến Canada đầu tiên được trang bị giường ngủ thay cho võng.

#### Chiến tranh Triều Tiên
Khi chiến tranh nổ ra, Hải quân Hoàng gia Canada yêu cầu ba tàu khu trục thuộc Chi đội Thái Bình Dương đặt căn cứ tại Esquimalt bắt đầu chuẩn bị để được bố trí sang chiến trường Triều Tiên. Sioux được đưa vào ụ tàu, dự kiến không thể hoàn tất việc đại tu trước ngày 30 tháng 6 năm 1950; tuy nhiên, nhờ những nỗ lực hết mức của công nhân xưởng tàu, nó đã có thể khởi hành cùng với Cayuga và Athabaskan vào ngày 5 tháng 7. Chúng đi đến Sasebo, Nhật Bản vào ngày 30 tháng 7; và khi đến nơi được phân về Đội đặc nhiệm 96.5, với Athabaskan làm nhiệm vụ hộ tống các tàu bè đi từ Nhật Bản sang Pusan. Thoạt tiên được giữ lại Sasebo cho những nhiệm vụ cứu hộ, Sioux được điều động sang Đơn vị Đặc nhiệm 96.53.3 vào ngày 12 tháng 8, hoạt động tại bờ biển phía Tây bán đảo Triều Tiên.
Sioux được giao nhiệm vụ bắn phá Popusompu (nay là một phần của Beopjeon-myeon) vào ngày 20 tháng 8. Đến cuối tháng, nó bắn phá đảo Te bu Somu cùng với HMS Kenya và Cayuga. Nó cũng giúp hỗ trợ hải lực cho binh lính đổ bộ lên Inchon vào tháng 9 trong thành phần Đội đặc nhiệm 91.2, được giao nhiệm vụ bảo vệ cho đội hỗ trợ hậu cần và thực hiện phong tỏa đường biển. Vào ngày 20 tháng 10, nó gia nhập Đội đặc nhiệm 95.1 trong bộ khung chỉ huy mới, và hoạt động cùng lực lượng phong tỏa tại vùng bờ Tây bán đảo cho đến cuối tháng, khi nó lên đường quay trở về Sasebo. Sioux rời Sasebo vào ngày 5 tháng 11 để viếng thăm Hong Kong; tuy nhiên nó gặp phải cơn bão Clara trên đường đi, bị hư hại nhẹ buộc phải được sửa chữa. Sau khi quay trở lại từ Hong Kong, nó làm nhiệm vụ phong tỏa tại vùng biển chung quanh Inchon và cửa sông Áp Lục trong thành phần Đội đặc nhiệm 95.12 cùng với các tàu Canada khác.
Do sự vắng mặt của các tàu tuần dương Anh, các tàu khu trục trong Đội đặc nhiệm 95.12 được giao nhiệm vụ vào ngày 3 tháng 12 bảo vệ cho cuộc triệt thoái các đơn vị khỏi Chinnampo khi hộ tống các tàu vận tải đi vào cảng và bắn pháo hỗ trợ khi chúng rút lui. Những tình trạng khẩn cấp được ban ra tại cảng và các tàu khu trục buộc phải rút lui vào ban đêm. Đang khi đi trong luồng cảng, Sioux bị mắc cạn; nó tự rút ra được, nhưng bị hư hại chân vịt bên mạn phải, buộc nó phải rút lui. Nó cùng HMAS Warramunga bắn pháo hỗ trợ cho việc triệt thoái vào ngày hôm sau. Sioux trải qua thời gian còn lại tại chiến trường hộ tống cho tàu sân bay HMS Theseus, hộ tống tàu bè, tuần tra phong tỏa và hỗ trợ chung cho việc triệt thoái khỏi Inchon. Chiếc tàu khu trục quay trở về Sasebo vào ngày 2 tháng 1 năm 1951, trải qua hai tuần lễ chuẩn bị trước khi quay trở về nhà, và lên đường vào ngày 15 tháng 1; nó được HMCS Nootka thay phiên tại tuyến đầu. Sioux còn thực hiện thêm hai lượt phục vụ khác trong cuộc Chiến tranh Triều Tiên, và là chiếc tàu chiến Canada cuối cùng rời khỏi vùng biển này.

#### Huấn luyện và chống tàu ngầm
Vào năm 1953, Sioux là một trong số những tàu chiến của Hải quân Hoàng gia Canada đã tham gia cuộc Duyệt binh Hạm đội nhân lễ Đăng quang của Nữ hoàng Elizabeth II. Nó chủ yếu được sử dụng cho mục đích huấn luyện sau đó, mang ký hiệu lườn mới 225 từ năm 1949 đến năm 1963. Vào tháng 11 năm 1959, nó được cải biến thành một tàu frigate nhanh chống tàu ngầm, với hai khẩu pháo 4,7 inch, bốn ống phóng ngư lôi và hai súng cối chống tàu ngầm Squid. Sioux được cho ngừng hoạt động vào ngày 30 tháng 10 năm 1963; và được cho kéo đến La Spezia, Ý để tháo dỡ tại đây vào năm 1965.

## Di sản
Chi nhánh Hiệp hội Hải quân Hoàng gia Canada tại Chatham và khu vực đang sở hữu chiếc chuông của HMCS Sioux, vốn được sử dụng cho lễ rửa tội trẻ em trên tàu. Danh sách 48 trẻ em được rửa tội trên chiếc tàu khu trục lớp 'V' được khắc trên chiếc chuông.